# Vitali Daraszelia
Vitali Daraszelia (grúzul: ვიტალი დარასელია; Ocsamcsira, 1957. október 9. – Zesztafoni, 1982. december 23.) szovjet válogatott grúz labdarúgó.

## Pályafutása

### Klubcsapatban
Grúz apától és abház anyától született. Pályafutása során egyetlen klubban, a Dinamo Tbilisziben játszott. 1975 és 1982 között 192 mérkőzésen lépett pályára és 92 alkalommal volt eredményes. A Dinamo Tbiliszivel a szovjet bajnokságot egy, a szovjet kupát két alkalommal nyerte meg és 1981-ben a KEK-serlegét is elhódították.

### A válogatottban
1978 és 1982 között 22 alkalommal szerepelt a szovjet válogatottban és 3 gólt szerzett. Részt vett az 1982-es világbajnokságon.

### Halála
1982 decemberében, 25 évesen hunyt el autóbalesetben. 

## Sikerei, díjai
Dinamo Tbiliszi
- Szovjet bajnok (1): 1978
- Szovjet kupa (2): 1976, 1979
- Kupagyőztesek Európa-kupája (1): 1980–81

## Külső hivatkozások
- Vitali Daraszelia – a FIFA adatbázisában
- Vitali Daraszelia adatlapja a National-Football-Teams.com oldalon (angolul)

- Vitalij Daraszelija. eu-football.info
- Vitalij Daraszelija (orosz nyelven). rusteam.permian.ru